# 愛殺寶貝
《愛殺寶貝》是Kaduho以四格漫畫形式發表的日本漫畫作品。首次在芳文社發行的漫畫月刊《Manga Time Kirara Carat》2008年1月號刊登短篇後，同年於該月刊的7月號開始連載《愛殺寶貝》。漫画單行本由芳文社於2009年1月出版發行，目前已發行15冊。台灣中文繁體版則由青文出版社代理發售。
2011年7月，《Manga Time Kirara Carat》9月號發表電視動畫化的消息，於2012年1月5日起在日本國內開始播放，3月29日結束播放，並於隔年10月播出OVA一集。

## 故事簡介
描寫在普通高中念書的殺手少女索妮雅與其友人折部安奈搞笑又有點暴力的日常生活。

## 登場人物
折部安奈（配音：赤崎千夏（日本）；穆宣名（台灣））
天然呆女高中生。棕色短髮。索妮雅的同班同學，兼好友（自稱）。
總愛纏著索妮雅，常想捉弄索妮雅而受到迎頭痛擊。偶爾會用意料之外的方式向索妮雅反擊。
索妮雅（配音：田村睦心（日本）；陳貞伃（台灣））
自稱某殺手組織的少女，出身外國。金髮雙馬尾。平時性格冷淡，但也有因為感到害羞而傲嬌的一面。
平常像一般人一樣上學，接到任務電話則會立刻行動（作品沒有描述任務如何執行）。
擅長體術與各種武器，能以手刀徒手把玻璃瓶口削掉。
當感覺到背後有人、或是看到疑似武器的東西便會反射性的出手。
但同時也有不擅長應付動物，害怕妖怪和昆蟲（蟑螂）的一面。
吳織（配音：高部爱（日本）；劉凱寧（台灣）；篠田南（游戏《闪耀幻想曲》））
和索妮雅同樣自稱組織的女忍者。黑色長髮（動畫版為深紫色），紫紅色瞳孔，平常眼睛半開或呈線狀。
平常潛伏在前忍者同好會的社團教室。
使用的忍術大部分是唬人把戲，但偶爾也會使用真正的忍術。
平時待人溫和，卻時常有意無意地將安奈與索妮雅捲入麻煩中。
没角色（Unused Character，配音：釘宮理惠（日本）；劉凱寧（台灣））
作者臨時想出來的角色，只在動畫中正式登場(漫畫則只在番外篇出現)，没有名字设定。毫无存在感。十分想加入索妮雅她们，卻又好像不太喜欢索妮雅等人。
戏份很少，上学总是中途出现。一次次想讓索妮雅她们认识（崇拜）自己，但都失败，甚至没有与她们正面见过。
原先似乎被預定為主角群之一，卻因為角色特性大多被安奈吸收而作罷。
萌点很多，比如天然呆、傲娇、脱线等。
旁白（Narration，配音：長、新井里美（日本）；梁興昌、姜瑰瑾（台灣））

## 出版書籍
| 卷數 | 芳文社         | 芳文社                 | 青文出版社     | 青文出版社             |
| 卷數 | 發售日期       | ISBN                   | 發售日期       | ISBN / EAN             |
| ---- | -------------- | ---------------------- | -------------- | ---------------------- |
| 1    | 2009年1月27日  | ISBN 978-4-8322-7773-1 | 2010年6月25日  | ISBN 978-986-256-349-6 |
| 2    | 2010年1月27日  | ISBN 978-4-8322-7883-7 | 2012年4月25日  | ISBN 978-986-310-130-4 |
| 3    | 2011年2月26日  | ISBN 978-4-8322-8000-7 | 2012年7月12日  | ISBN 978-986-310-250-2 |
| 4    | 2012年1月27日  | ISBN 978-4-8322-4105-3 | 2012年10月9日  | ISBN 978-986-310-365-3 |
| 5    | 2013年3月27日  | ISBN 978-4-8322-4277-7 | 2014年2月14日  | ISBN 978-986-310-925-9 |
| 6    | 2014年3月27日  | ISBN 978-4-8322-4418-4 | 2015年5月9日   | EAN 471-8016-01286-8   |
| 7    | 2015年4月27日  | ISBN 978-4-8322-4558-7 | 2016年11月16日 | EAN 471-8016-01929-4   |
| 8    | 2016年6月27日  | ISBN 978-4-8322-4707-9 | 停止出版       | 停止出版               |
| 9    | 2017年10月27日 | ISBN 978-4-8322-4884-7 | 停止出版       | 停止出版               |
| 10   | 2018年11月27日 | ISBN 978-4-8322-4994-3 | 停止出版       | 停止出版               |
| 11   | 2020年1月27日  | ISBN 978-4-8322-7152-4 | 停止出版       | 停止出版               |
| 12   | 2021年3月25日  | ISBN 978-4-8322-7261-3 | 停止出版       | 停止出版               |
| 13   | 2022年7月27日  | ISBN 978-4-8322-7380-1 | 停止出版       | 停止出版               |
| 14   | 2023年6月27日  | ISBN 978-4-8322-7465-5 | 停止出版       | 停止出版               |
| 15   | 2024年9月27日  | ISBN 978-4-8322-9573-5 | 停止出版       | 停止出版               |

公式書
- Baby, please kill me. 「キルミーベイベー」ファンブック＆アンソロジーコミック

2012年3月27日發售、ISBN 978-4-8322-4135-0

## 電視動畫
自2012年1月6日起陸續在日本TBS、MBS、CBC、BS-TBS及AT-X電視台的深夜時段播出。
除了上述的四个角色之外，由長和新井里美二人分别为其余所有男女声和各种音效（如空调声、蝉鸣声）配音，在片尾字幕中记作“エトセトラボーイ”和“エトセトラガール”。

### 製作人員
- 原　作　：（芳文社「Manga Time Kirara Carat」連載）
- 監　督　：山川吉樹
- 企　劃　：村上仁之、古川陽子、孝壽尚志、阿部倫久、木村康詩
- 系列構成：白根秀樹
- 人物設定：長谷川真也
- 美術監督：丹伊田輝彥
- 色彩設計：日野亞朱佳
- 攝影監督：黑澤 豐
- 剪接編輯：西山 茂（日语：西山茂）
- 音響監督：明田川 仁
- 音　樂　：EXPO（日语：マニュアル・オブ・エラーズ・アーティスツ）（山口優、松前公高（日语：松前公高））
- 音樂監製：中村伸一
- 音樂製作：PONY CANYON
- 製作人：田中潤一朗、中村伸一、小林宏之、松倉友二、相田武一郎
- 動畫製作：J.C.STAFF
- 製作協力：PONY CANYON、芳文社、J.C.STAFF、株式會社波麗佳音企業
- 製作：愛殺寶貝製作委員會、TBS電視台

### 主題曲
片頭曲
作詞：藤本功一，作曲、編曲：EXPO，主唱：安奈、索妮雅（赤崎千夏、田村睦心）
片尾曲
作詞：藤本功一、松前公高，作曲：松前公高，編曲：EXPO，主唱：安奈、索妮雅（赤崎千夏、田村睦心）

### 各話標題
| 話數     | 日文標題 | 中文標題               | 劇本     | 分鏡       | 演出                | 作畫監督                 | 總作畫監督 |
| -------- | -------- | ---------------------- | -------- | ---------- | ------------------- | ------------------------ | ---------- |
| 殺其之1  |          | 狗、忍者、盛開的櫻花   | 白根秀樹 | 山川吉樹   | 神保昌登            | 長谷川真也               | -          |
| 殺其之2  |          | 雙節棍、熊、氣球       | 木村暢   | 山川吉樹   | 高島大輔            | 島村秀一                 | 長谷川真也 |
| 殺其之3  |          | 超能力、詛咒、甜蜜相撲 | 白根秀樹 | 山川吉樹   | 青井小夜            | 熊谷勝弘                 | 長谷川真也 |
| 殺其之4  |          | 愛、西瓜、方形世界     | 久尾步   | 山川吉樹   | 羽多野浩平          | 安藤正浩                 | 長谷川真也 |
| 殺其之5  |          | 蟲、祭典、海之人偶     | 馬場繪麻 | 二瓶勇一   | 鈴木健太郎          | 齋藤敦史                 | 長谷川真也 |
| 殺其之6  |          | 肚臍、機關、製作冰品   | 木村暢   | 山川吉樹   | 羽多野浩平          | 福世孝明 小野澤雅子      | 安藤正浩   |
| 殺其之7  |          | 文化、沙包、騎馬打仗   | 白根秀樹 | 山川吉樹   | 櫻井親良            | 大木良一                 | 長谷川真也 |
| 殺其之8  |          | 沉迷、奏曲、身受刺     | 木村暢   | 羽多野浩平 | 羽多野浩平          | 安藤正浩                 | -          |
| 殺其之9  |          | 垂釣之鎚、忘卻之枝     | 久尾步   | 岩瀧智     | 羽多野浩平          | 古澤貴文 福世孝明        | -          |
| 殺其之10 |          | 聖誕、冰錐、堆雪人     | 久尾步   | 二瓶勇一   | 吉田里紗子            | 熊谷勝弘 橋口隼人 館崎大 | 長谷川真也 |
| 殺其之11 |          | 章魚、入浴、初夢的開始 | 白根秀樹 | 山川吉樹   | 羽多野浩平          | 古澤貴文 福世孝明        | 安藤正浩   |
| 殺其之12 |          | 睡眠巧克力、創傷貼布   | 木村暢   | 山川吉樹   | 神保昌登            | 佐佐木貴宏               | 長谷川真也 |
| 殺其之13 |          | 獨殺其身、寶貝天下     | 白根秀樹 | 山川吉樹   | 山川吉樹            | 大木良一                 | 長谷川真也 |
| OVA      |          | 佛像、受傷、假冒萬聖節 | -        | 山川吉樹   | 山川吉樹 鈴木健太郎 | 長谷川真也               |            |

### 播放電視台

#### 日本国内
日本深夜動畫：下文記載的日本国内播放時間使用日本標準時間（UTC+9）表示。因為部分時間标识會採用30小时制，因此請留意这类超过24:00的时间，其實際播放時間為翌日清晨。
| 播放地區 | 播放電視台   | 播放日期               | 播放時間（UTC+9）          | 備註           |
| -------- | ------------ | ---------------------- | -------------------------- | -------------- |
| 關東地方 | TBS電視台    | 2012年1月5日 - 3月29日 | 星期四 25時25分 - 25時55分 | 制作局         |
| 近畿地方 | 每日放送     | 2012年1月16日 - 4月2日 | 星期一 26時50分 - 27時20分 | 4月3日连播两集 |
| 中京地方 | 中部日本放送 | 2012年1月19日 - 4月5日 | 星期四 26時00分 - 26時30分 |                |
| 日本全域 | BS-TBS       | 2012年2月4日 -         | 星期六 25時00分 - 25時30分 |                |
| 日本全域 | AT-X         | 2012年5月1日 - 7月24日 | 星期一 8时00分 - 8时30分   |                |
| 日本全域 |              | 2013年6月26日 - 7月4日 | 每天 25时00 - 26时00分     | 连播两集       |

#### 日本国外
香港
2013年10月21日－2013年11月6日，星期一至五22:00－22:30，于Animax播出。2015年3月8日星期日 11:00－11:30开始重播。
台湾
2013年11月24日－2013年12月6日，星期一至日 18:30－19:00，于Animax日文原声播出。2014年7月21日－8月2日同一时段使用国语配音重播。2015年11月26日－12月8日16:30－17:00，使用国语配音重播。

### 现实事件
2015年10月15日，由于角色吴织亚切的声优高部爱因涉嫌持有毒品而被逮捕，随即被所属声优事务所解除合同，制作组也在动画官网移除其角色职位，并且牵连其配音的本作、青之花、放浪男孩被網路影片网站下架处理。不过意外地导致该作品的BD在日本亚马逊脱销。最终东京地检署对其涉嫌毒品暂缓起诉。
2018年1月，由《Manga Time Kirara》系列杂志上连载漫画改编的手机游戏《闪耀幻想曲》追加了吴织亚切这一角色，声优被替换为篠田南。

## 外部連結
- うなどん（作者サイト） （页面存档备份，存于）（日語）
- キルミーベイベー 公式ホームページ | TBSテレビ （页面存档备份，存于）（日語）
- 【キルミーベイベー】 限りなく公式HPに近いサイト （页面存档备份，存于）（日語）
- アニメ「キルミーベイベー」公式アカウント的X（前Twitter）（日語）
- ニコニコチャンネル「キルミーベイベー」 （页面存档备份，存于）（日語）